# Benoît Lamarche
Pour les articles homonymes, voir Lamarche.
Benoît Lamarche, né le 7 juillet 1966 à Québec, est un patineur de vitesse et un professeur d’université québécois.

## Biographie
Benoît Lamarche a été élève au Collège Saint-Charles Garnier à Québec. Il a participé à l’épreuve de 5 000 mètres de patinage de vitesse aux Jeux olympiques d'hiver de 1984 à Sarajevo ainsi qu’aux épreuves de 1 500 mètres, 5 000 mètres et 10 000 mètres de patinage de vitesse aux Jeux olympiques d'hiver de 1988 à Calgary.
Il est également professeur de nutrition à Institut sur la Nutrition et les Aliments Fonctionnels de l’Université Laval. Sa fille, Béatrice Lamarche, est également patineuse de vitesse.